# Golpe de Estado no Suriname em 1990
O golpe de Estado no Suriname em 1990, geralmente conhecido como Golpe do Telefone (em neerlandês:  De Telefooncoup), foi um golpe militar ocorrido no Suriname em 24 de dezembro de 1990. O golpe foi realizado pelo comandante-chefe em exercício do Exército Nacional do Suriname, Ivan Graanoogst. Como resultado do golpe, o presidente Ramsewak Shankar foi destituído do poder e o parlamento e o governo foram dissolvidos.

## Antecedentes
Em 25 de fevereiro de 1980, um golpe militar ocorreu no Suriname, organizado pelo sargento Dési Bouterse. Bouterse passou a governar o Suriname como um ditador, chefiando o Conselho Militar Nacional (promovendo-se a tenente coronel, o posto mais alto do Exército Nacional do Suriname). Dissolveu a Assembleia Nacional, suspendeu a constituição, impôs o estado de emergência ao país e criou um tribunal especial que considerou os casos de membros do governo anterior.
Em 1987, Bouterse concordou em restabelecer a constituição e realizar eleições se permanecesse como chefe do Exército Nacional do Suriname.  No entanto, nas eleições gerais de novembro de 1987, seu Partido Nacional Democrático recebeu apenas 3 dos 51 assentos na Assembleia Nacional, e a oposição recebeu 40. A eleição presidencial, realizada em 25 de janeiro de 1988, foi vencida por Ramsewak Shankar,  que não era apreciado pelo Exército Nacional do Suriname, e Henck Arron, que foi deposto durante o golpe de 1980, foi nomeado primeiro-ministro. A tensão entre o governo e o Exército Nacional do Suriname estava crescendo.
Em 22 de dezembro de 1990, Bouterse renunciou ao cargo de comandante em chefe e afirmou que não poderia cumprir o papel de um palhaço que "não tem orgulho e dignidade". Ele foi temporariamente sucedido por Graanoogst. 

## Golpe
Em 24 de dezembro de 1990, por volta da meia-noite (hora do Suriname), Graanoogst disse ao presidente Shankar por telefone que estava sendo deposto e que ele e seu governo "deveriam ficar em casa".  Em 27 de dezembro, o governo foi demitido, a Assembleia Nacional foi dissolvida,  e Johan Kraag foi nomeado presidente em 29 de dezembro.  Em 31 de dezembro, Bouterse foi reconduzido como comandante-chefe do Exército Nacional do Suriname. 

## Reações
Os Países Baixos reagiram negativamente ao golpe e pararam de alocar fundos para o desenvolvimento do Suriname. Somente após a posse do presidente Ronald Venetiaan em 1991 as relações entre o Suriname e os Países Baixos melhoraram significativamente. 
Como a comunidade internacional percebeu o golpe de forma negativa, o Exército Nacional do Suriname foi forçado, sob pressão internacional, a realizar as eleições gerais de maio de 1991 com a participação de observadores internacionais. 

## Consequências
Menos de um ano depois, o tenente-coronel Bouterse transferiu novamente o poder para o governo civil, que era novamente liderado pela oposição. A partir de então, o Suriname foi governado por um governo de coalizão. De 1991 a 1996, o presidente foi Ronald Venetiaan, adversário de Bouterse. Durante a eleição presidencial de 2010, Bouterse foi eleito presidente. 